# Kiremitli, Yıldızeli
Kiremitli là một xã thuộc huyện Yıldızeli, tỉnh Sivas, Thổ Nhĩ Kỳ. Dân số thời điểm năm 2011 là 128 người.